# Dolné Zelenice
Dolné Zelenice és un poble i municipi d'Eslovàquia que es troba a la regió de Trnava, a l'oest del país.

## Història
La primera menció escrita de la vila es remunta al 1244.

## Demografia
| Godina             | 1994 | 2004   | 2014    | 2024   |
| ------------------ | ---- | ------ | ------- | ------ |
| Nombre de persones | 529  | 534    | 593     | 611    |
| Diferència         |      | +0,94% | +11,04% | +3,03% |

| Godina             | 2023 | 2024   |
| ------------------ | ---- | ------ |
| Nombre de persones | 605  | 611    |
| Diferència         |      | +0,99% |